# Cobla Marinada

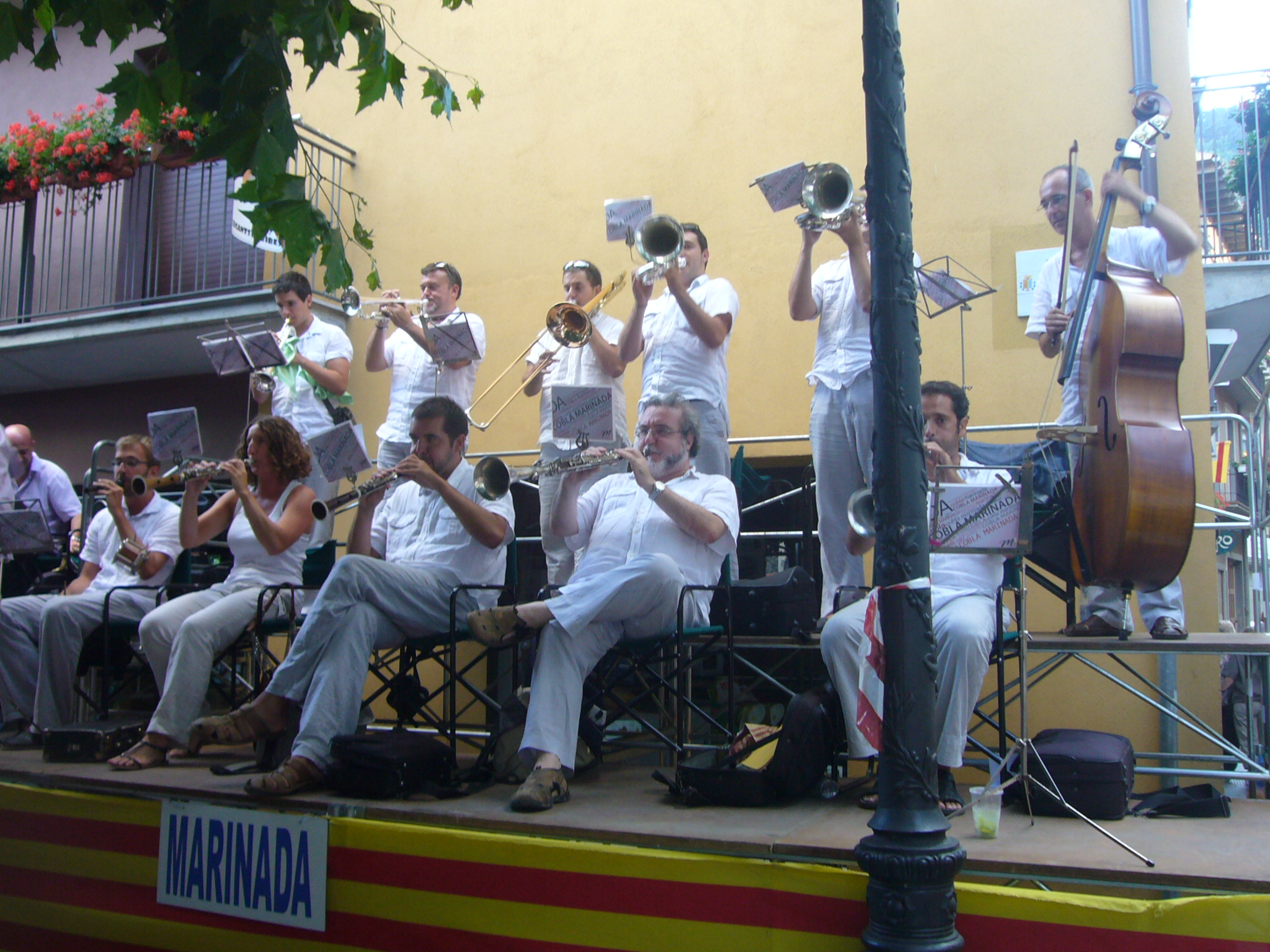
Cobla Marinada, a Ribes de Freser

La Cobla Marinada és una formació musical amb un ampli repertori de sardanes i de tota classe de música per a cobla, que va néixer del "Grup Sardanista Marinada", a la població de Badalona, sota l'impuls del germà marista Jaume Solsona.
L'any 1979 començaren els assajos amb el mestre Salvador Malonda, i el maig de l'any 1981, durant la celebració a Badalona de la Nit de la Sardana, va presentar-se oficialment, apadrinada per Marta Ferrusola, esposa del President de la Generalitat de Catalunya.
Els anys següents, sota el guiatge i l'assessorament musical del mestre Joan Pich i Santasusana, la cobla Marinada assoleix la seva consolidació i augment de la qualitat musical, amb l'actuació a diverses poblacions catalanes, a Madrid i a diverses ciutats europees de França (Montpeller), Itàlia i Bulgària. El 10 de maig de 1981 a Badalona es presentà una nova cobla que, aleshores, s'anomenà Cobla Juvenil Marinada. Apadrinada en aquell acte de presentació per Marta Ferrussola, com ja hem dit, aquesta nova formació musical era el fruit del projecte que s'inicià, el 1979, amb la creació d'una escola de cobla per part del Grup Sardanista Marinada – Maristes Badalona, fundat el 1975.
Des d'aquells inicis fins als nostres dies, la Cobla Marinada ha estat dirigida per professionals destacats del món de la música: Salvador Malonda, Joan Pich i Santasusana, Jaume Vilà, Joan Josep Blay, Francesc Benítez, Jordi Molina, Xavier Pastrana, i Tobias Gossmann, entre d'altres. Després d'un període treballant amb directors convidats, al febrer de l'any 2010 el músic vilanoví Esteve Molero s'encarregà de la direcció musical i artística de la formació.
La Cobla Marinada es dedica a interpretar la música escrita per a aquesta formació, tant popular com simfònica: sardanes, balls vuitcentistes i concerts amb tota mena de repertori. La Marinada és una formació plenament activa al món sardanista i actua a la majoria dels aplecs de més prestigi que s'organitzen arreu de Catalunya, duu a terme un elevat nombre d'audicions de sardanes. Al llarg dels seus 25 anys d'història, la Cobla Marinada no només ha actuat a Catalunya sinó també a l'estranger.
Paral·lelament, pel que fa a l'àmbit concertístic, la formació treballa per crear un producte modern, innovador i exclusiu. D'aquest producte en surt la participació en diverses propostes i experiències innovadores. La Cobla Marinada es caracteritza per estar formada per músics joves, i alguns dels primers intèrprets han deixat aquesta formació per integrar-se en altres disciplines musicals.

## Discografia
- Ofrena (1984), juntament a l'Orfeó Badaloní.
- Les sardanes de les colles (vol. I).
- Participació en el disc Sardanes a TV3 (1996).
- 50è Aniversari de Badalona Sardanista (1998)
- Les sardanes de les colles (vol. II).
- Participació en la col·lecció de 6 CD's del 20è Aniversari de la Comissió d'aplecs sardanistes de les comarques barcelonines.
- Tenora segle i mig (2000. Producció pròpia)
- Les sardanes de les colles (vol. III).
- Jordi Molina (vol. II). (2001).
- Sardanes d'en Josep Mª Damunt(2002).
- Gran Reserva (2003).
- Impuls (2004. Producció pròpia)
- 40 anys de la Colla Maig (2005)
- En essència. Sardanes de Joan Lázaro. (2005)
- La Boqueria (2006)
- 25 anys de Continuïtat (2006)
- Sardanes a Calella (2007)
- Quinze de Quinze (2008)
- Entre Rius. Sardanes a Martorell. Volum II (2008)
- Trencadisk. (2009. Producció pròpia)
- 25 anys. Sardanes a Eugeni Molero (2009)
- Les músiques de Premià de Dalt (2010)
- La música de Nino Rota (2011. Producció pròpia).